# Celebrity Boxing
Celebrity Boxing est une émission de télévision diffusé sur le réseau Fox en 2002 montrant des combats de boxe entre célébrités. L'émission n'a duré que deux épisodes.
En 2002, TV Guide classe l'épisode 6e parmi les 50 pires épisodes de tous les temps.

## Premier épisode
Le premier épisode est diffusé le 13 mars 2002. Les combats suivants sont :
- Danny Bonaduce contre Barry Williams (en)
- Todd Bridges contre Vanilla Ice
- Paula Jones contre Tonya Harding

## Deuxième épisode
Le deuxième et dernier épisode est diffusé le 22 mai 2002. Les combats suivants sont :
- Darva Conger contre Olga Korbut
- Dustin Diamond contre Ron Palillo
- Manute Bol contre William "Refrigerator" Perry
- Joey Buttafuoco contre Joanie "Chyna" Laurer